# Voorlezer

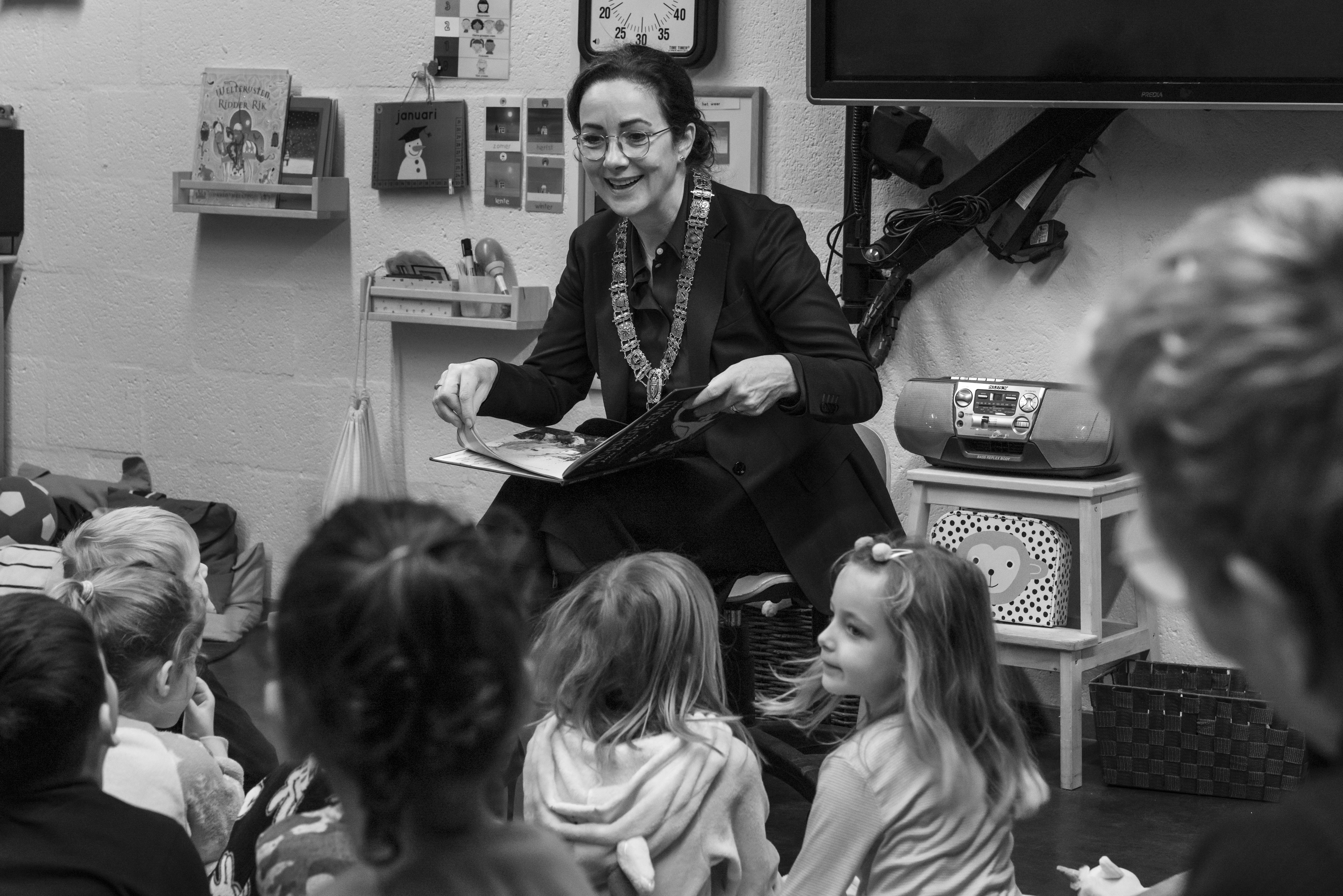
Burgemeester Halsema leest voor op de Nationale Voorleesdagen 2020

Een voorlezer is iemand die teksten voorleest voor anderen. Dat kan zijn omdat de ander zelf niet kan lezen, door jonge leeftijd, doordat men niet de kans heeft gekregen het te leren, of door een handicap. Het kan ook zijn dat men wel kan lezen maar door bezigheden zoals werk of autorijden het op een bepaald moment niet kan, en verder kan het zijn dat iemand het gewoon prettig vindt voorgelezen te worden. Onder andere wordt voor kinderen vaak voorgelezen: tot een jaar of zes kunnen ze helemaal niet lezen, daarna in eerste instantie langzaam, maar bovendien houden veel kinderen van het voorgelezen worden, ook al kunnen ze zelf al wel lezen.
Iemand kan voorlezen aan een of enkele personen, aan een zaal vol mensen, of voor een geluidsopname.
Ook kan computersoftware geautomatiseerd een tekst voorlezen (spraaksynthese).

## Voorlezer als beroep of vrijwilligerswerk
Soms wordt beroepsmatig voorgelezen. In sigarenfabrieken op Cuba bijvoorbeeld is het nog gebruikelijk dat er tijdens het werk een voorlezer de krant voorleest aan de arbeiders.
Voor de zogenaamde blindenbibliotheken is voorlezen deels een betaalde baan en deels vrijwilligerswerk.
Vrijwilligers lezen voornamelijk boeken en tijdschriften voor aan mensen met een leeshandicap, betaalde krachten doen dat ook, maar fungeren dan tegelijkertijd ook als opnametechnicus. Ook worden studieboeken en bladmuziek ingelezen door voornamelijk beroepskrachten. In dit geval wordt niet voorgelezen aan een aanwezig publiek, maar wordt het in een opnamestudio opgenomen en later verspreid door middel van zogenaamde Daisy-cd-roms of via internet. In sommige landen wordt ook nog met compactcassette gewerkt.

## Kerken

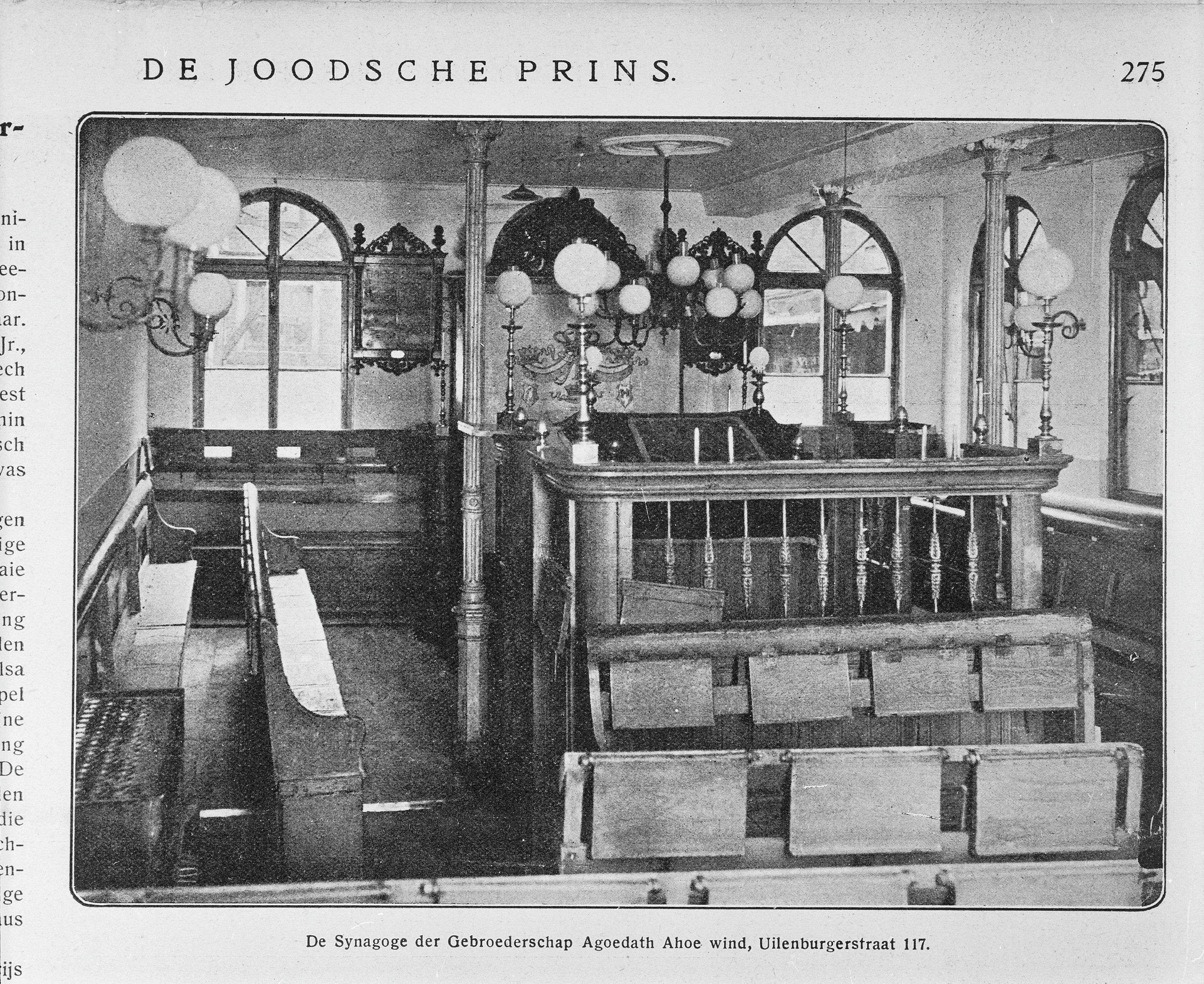
Interieur van de voormalige Uilenburger synagoge met biema (verhoging voor het voorlezen van de Thora)

In de protestantse kerken was de voorlezer soms in feite tevens een voorzanger. Hij stond in de voorlezersbank en kondigde aan welke psalm of welk gezang er ingezet zou worden, met teksten zoals: Laat ons dit samenzijn aanvangen met het zingen van psalm (…). Een dergelijke functie is na de Tweede Wereldoorlog in de meeste protestantse kerken afgeschaft. Ook werd en wordt met de voorlezer iemand bedoeld die het epistel of andere bijbelteksten voorleest tijdens de dienst. In de katholieke kerken spreekt men gewoonlijk van een lector als men de voorlezer bedoelt, en van de cantor, als men de voorzanger bedoelt. Kenmerkend is dat de voorlezer niet een dominee respectievelijk priester is, doch bijvoorbeeld een ouderling respectievelijk een betrokken leek.

## Fictie
Voorlezen speelt een belangrijke rol in het boek Der Vorleser en de erop gebaseerde film The Reader.